# إدواردو دومينغيز
إدواردو دومينغيز (بالإسبانية: Eduardo Domínguez)‏ هو لاعب كرة قدم أرجنتيني في مركز الدفاع، ولد في 1 سبتمبر 1978 في لانوس في الأرجنتين. لعب مع أتليتيكو رافائيلا وأوليمبو وإنديبندينتي ميديلين وإنديبندينتي وفيليز سارسفيلد ولوس أنجلوس غلاكسي ونادي راسينغ وهوراكان.

## وصلات خارجية
- إدواردو دومينغيز على موقع الدوري الأمريكي (الإنجليزية)
- إدواردو دومينغيز على موقع قاعدة بيانات كرة القدم.إي يو (الإنجليزية)
- إدواردو دومينغيز على موقع Soccerway.com (الإنجليزية)
- إدواردو دومينغيز على موقع AS.com (الإسبانية)